# Todor Burmov
Todor Stoianov Burmov (în bulgară Тодор Стоянов Бурмов; n. 14 ianuarie 1834, Gabrovo, Imperiul Otoman – d. 7 noiembrie 1906, Sofia, Principatul Bulgariei) a fost un important politician al Partidului Conservator Bulgar⁠(d) și primul prim-ministru al Bulgariei independente între 5 iulie și 24 noiembrie 1879.

## Biografie
Burmov a absolvit Academia Teologică din Kiev și ulterior a lucrat ca profesor în Gabrovo și redactor de ziar. În perioada dominației otomane, Burmov, împreună cu Gavril Krastevici, a intrat în atenția publicului ca parte a unei facțiuni moderate care a dorit o Biserică Ortodoxă Bulgară independentă, care să rămână legată de Patriarhia Ecumenică de Constantinopol, în contrast cu naționaliștii mai intransigenți care au susținut o schismă completă.
Todor Burmov a fost un apropiat al lui Alexandru al Bulgariei și, prin urmare, a fost ales prim-ministru al Bulgariei independente din 5 iulie 1879, în ciuda poziției relativ slabe a conservatorilor.
Regimul lui Burmov s-a implicat în principal în încercarea de a stabiliza noua țară, inclusiv prin plasarea orașului Varna și a altor zone de insurgență musulmană sub legea marțială. Guvernul Burmov s-a dovedit în mare măsură un eșec din cauza lipsei de sprijin pentru conservatori în Adunarea Națională și a căzut în același an.
Burmov a rămas o figură politică importantă și după mandatul său de prim-ministru, ocupând funcția de ministru al finanțelor în guvernul fostului general rus al Armatei Imperiale Leonid Sobolev⁠(d) (al șaselea prim-ministru al Bulgariei între 5 iulie 1882 – 19 septembrie 1883) și în cel de-al doilea mandat de prim-ministru al arhiepiscopului Kliment Turnovski⁠(d).
Revenind la jurnalism, Burmov avea să părăsească ulterior conservatorii și să devină membru al Partidului Liberal Progresist al lui Dragan Țankov.